# جون ألان (سياسي)
جون ألان (بالإنجليزية: John Allan)‏ هو سياسي أسترالي، ولد في 27 مارس 1866 في فيكتوريا في أستراليا، وتوفي بنفس المكان في 22 فبراير 1936. انتخب Premier of Victoria ‏ (18 نوفمبر 1924 – 20 مايو 1927) وانتخب عضو الجمعية التشريعية فيكتوريا.